# Ариодант

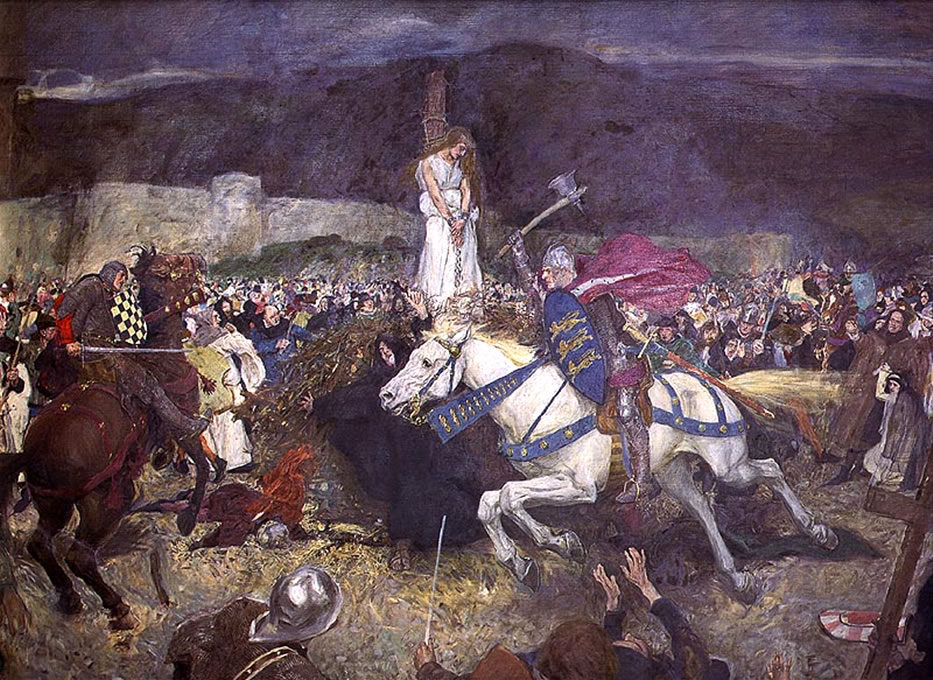
Джеймс Уильям Хатерелл. «Спасение Гиневры», 1910

Ариодант (итал. Ariodante) — персонаж поэмы «Неистовый Роланд» итальянского поэта Лудовико Ариосто. История любви рыцаря Ариоданта к дочери шотландского короля Гиневре, а также препятствий возникающих на пути их счастья, изложена в пятой и шестой песнях рыцарского эпоса. Также Ариодант упоминается в нескольких других частях произведения. Со временем сюжет подвергался нескольким переработкам и стал расхожим в европейском искусстве. Он привлекал внимание литераторов, композиторов, художников. Так, эпизод из истории про Ариоданта и Гиневру был использован в комедии «Много шума из ничего» Уильяма Шекспира. Также повествование о судьбе рыцаря стало основой нескольких опер крупных композиторов.

## В поэме «Неистовый Роланд»

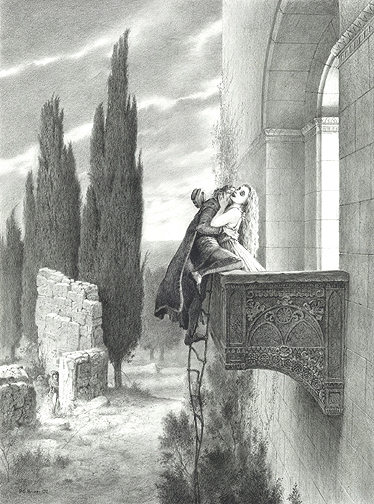
Гюстав Доре. Далинда, переодетая Гиневрой, впускает Полинесса в свою спальню, 1877

В поэме «Неистовый Роланд» (V, «Гиневра») итальянского поэта Лудовико Ариосто об истории Ариоданта рассказывает Далинда, спасшему её от убийства монтальбанскому рыцарю Ринальдо — паладину Карла Великого. Окончание истории содержится в шестой песне («Остров Альцины») произведения. О дальнейшей судьбе рыцаря и его подвигах известно из упоминаний в других частях эпоса (XVI, «Ринальд под Парижем» и XVIII, «Дардинель»).          
Ариодант — прославленный рыцарь и вассал шотландского короля. Он прибыл ко двору из Италии со своим братом Лурканием, где влюбился в дочь короля Гиневру. Она является сестрой доблестного рыцаря Зербина. Принцесса ответила Ариоданту взаимностью, и они намереваются вступить в брак. Не допустить этого пытается альбанский герцог Полинесс, который также влюблён в Гиневру, и решает прибегнуть к обману, чтобы её очернить. Он подговорил её служанку Далинду, безнадёжно влюблённую в него, чтобы ночью она оделась в платье своей госпожи, когда та ляжет спать, и выдать себя за неё. В этом одеянии она должна выйти на балкон, чтобы герцог, по его словам, мог хотя бы с подобием объекта своей страсти утолить любовное желание. Полинесс ввёл свою любовницу Далинду в заблуждение, не рассказав ей, что на самом деле он хочет обмануть Ариоданта, представив всё таким образом, будто она является его любовницей. Для воплощения своего плана он сказал своему сопернику, что счастлив с Гиневрой, которая уже давно отвечает ему взаимностью. 
Для подтверждения того, что принцесса является его любовницей, Полинесс зовёт рыцаря прийти ночью под балкон одного дома, чтобы убедиться в этом. Ариодант берёт с собой своего брата Луркания — опытного воина. Он должен был находиться поодаль, но приблизился, чтобы увидеть происходящее собственными глазами. Герцог поднимается по лестнице на балкон, ласкает Далинду, и они удаляются в покои. Введённый в заблуждение итальянский рыцарь в отчаянии покидает двор и бросается со скалы в ирландское море, а его брат публично обвиняет Гиневру в распутстве. Король решает провести дознание, в том числе среди слуг, а также назначить поединок между Лурканием и рыцарем, который вступится за её честь. 
Далинда, поняв, что она невольно участвовала в обмане, бежит под защиту к герцогу, но он приказывает её убить, чему помешало лишь появление Ринальдо. Выясняется, что отважный рыцарь спешил на выручку дочери короля и признание её служанки лишь укрепило его решимость. Однако, когда они прибывают в столицу королевства, то узнают, что весь народ собрался на поединок между Лурканием и неизвестным рыцарем с закрытым забралом, выступившим в защиту обвинённой в прелюбодеянии. 
Ринальдо останавливает бой и объясняет, что во всём произошедшем виноват Полинесс и его козни. Паладин Карла Великого вызывает герцога на поединок, в ходе которого тяжело ранит негодяя. Тот перед смертью признаётся, что именно он оклеветал невинную женщину. Король благодарит победителя и неизвестного рыцаря, вступившегося за его дочь. Последний раскрывает своё инкогнито, снимая шлем, и все видят, что это Ариодант. Он рассказывает, что действительно хотел лишить себя жизни, но уже в морской воде изменил решение. Позже он узнал, что его возлюбленная вне себя от горя, а его брат хочет предать её божьему суду и никто не желает заступиться за неё. Ариодант решает, несмотря на братские чувства к Лурканию, выступить на ристалище в её защиту. Узнав это, народ и двор ликует, влюблённые женятся, а Ариодант получает от тестя выморочное Альбанское герцогство. Ринальдо упросил короля простить раскаявшуюся Далинду, которая приняла постриг в Дании.

## В культуре
Сюжетный ход из истории про Ариоданта и Гиневру был использован в комедии «Много шума из ничего» (около 1598—1599) Уильяма Шекспира. По сюжету пьесы, бастард Дон Хуан рассказывает своему брату принцу Дону Педро и флорентийцу Клавдио о неверности Геро, с которой тот помолвлен, и предлагает предъявить доказательства. Ночью из сада они видят свидание Бораччио и Маргарет (одной из камеристок Геро), которую принимают за её госпожу. Позже вечером Бораччио хвалится этим своему приятелю, и его подслушивает ночная стража. Клавдио клеймит Геро позором прямо у алтаря, девушка падает без чувств. Близкие Геро не верят, что она была неверна, священник предлагает план — притвориться, что Геро умерла, и подождать реакции Клавдио. В итоге, после всех приключений, влюблённые счастливо воссоединяются и вступают в брак. Эта ситуация, связанная с инсценировкой ложного свидания, ранее встречается в одной из новелл сборника (1554) Маттео Банделло, итальянского писателя XVI века, откуда, как считается, эту историю почерпнул Ариосто. Позже эту новеллу опубликовал в переводе на французский язык Франсуа де Бельфоре (François de Belleforest) в сборнике «Трагические истории» (1569). Распространена точка зрения, что Шекспир был знаком с этой книгой и, кроме «Много шума из ничего», почерпнул из неё основу сюжета драмы «Гамлет». До полного перевода на английский язык в 1591 году поэмы «Неистовый Роланд», эта история была переведена на английский отдельно и была представлена в поэме Эдмунда Спенсера «Королева Фей» (1590). Кроме того, этот сюжет нашёл отражение в несохранившейся анонимной пьесе «Ариодант и Джиневра», поставленной в 1583 году на сцене придворного театра. Русский драматург В. В. Капнист на основе  IV—VI песен поэмы Ариосто создал трагедию «Гиневра» (1810 или 1811), которая не ставилась на сцене и была утеряна. Сведения о ней сохранились в переписке писателя (1809—1810), где приводится пересказ драмы — металог.  

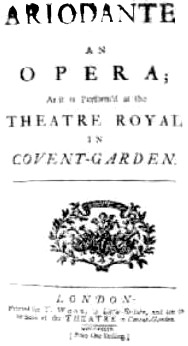
Титульный лист либретто «Ариодант» Г. Ф. Генделя, Лондон (1735)

Любовные перипетии между Ариодантом и Гинервой стали сюжетной основой многочисленных опер, в том числе одноимённой оперы немецкого композитора Георга Фридриха Генделя, написанной на итальянском языке по либретто «Гиневра, принцесса Шотландская» (Ginevra Principessa di Scozia; 1708) Антонио Сальви. На его основе Джакомо Антонио Перти, создал одноимённую оперу, премьера которой прошла в 1708 году. Опера Генделя была создана и впервые исполнена в 1735 году. На том же сюжете основано либретто Франсуа-Бенуа Хоффманна, по которому французский композитор эпохи Великой французской революции Этьенн Мегюль написал оперу «Ариодант» (1799). Также этот сюжет представлен в опере «Джиневра Шотландская» (Ginevra di Scozia) немецкого композитора Симона Майра, основанной на либретто Гаэтано Росси. Её премьера прошла 21 апреля 1801 года при открытии Нового театра (ныне — театр Верди) в Триесте.